# NGC 375
NGC 375 è una galassia ellittica situata nella costellazione dei Pesci.
Fu scoperta il 12 settembre 1784 da William Herschel. Insieme alle galassie NGC 379, NGC 380, NGC 382, NGC 383, NGC 384, NGC 385, NGC 386, NGC 387 e NGC 388 fa parte di un gruppo denominato Arp 331.